# Phil Hartman

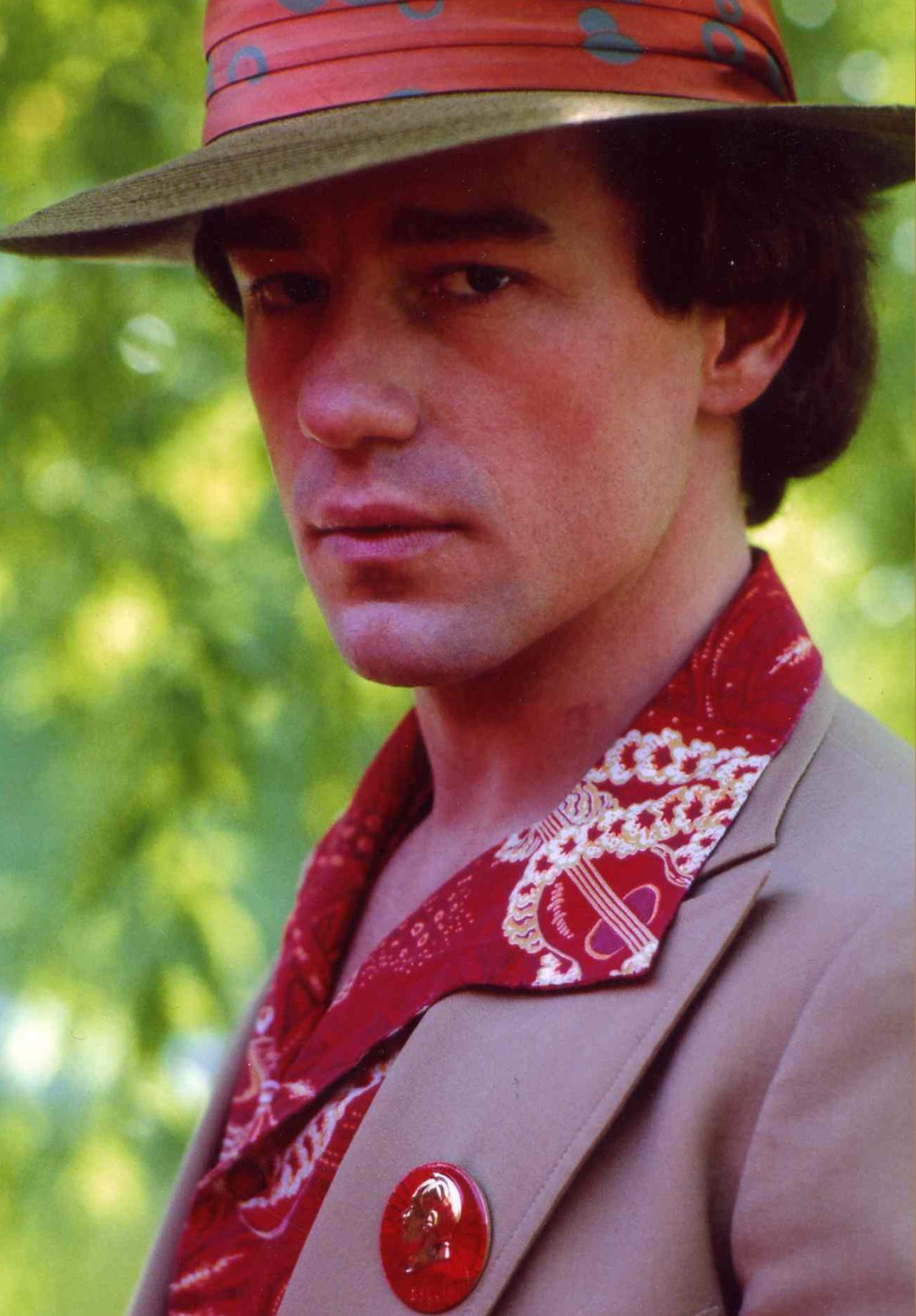
Phil Hartman als Chick Hazard in Noch mehr Rauch um überhaupt nichts, 1980

Philip Edward Hartman (* 24. September 1948 in Brantford, Ontario, Kanada; † 28. Mai 1998 in Encino, Kalifornien, USA) war ein kanadischer Schauspieler, Grafikdesigner und Drehbuchautor.

## Leben
Phil Hartman ging in der Westchester High School in Los Angeles, Kalifornien, zur Schule und erhielt 1990 die US-amerikanische Staatsbürgerschaft.
1986 trat er bei Saturday Night Live auf und war für acht Staffeln ein Mitglied dieser Show. Hartman war bekannt für seine Parodien berühmter Persönlichkeiten wie Ronald Reagan, Charlton Heston, Frank Sinatra, Telly Savalas, Ed McMahon, Michael Caine, Jack Nicholson, Barbara Bush, Burt Reynolds, Phil Donahue und Bill Clinton. Letzteren verkörperte er auch in diversen Sketchen in der Late Night Show The Tonight Show with Jay Leno. Seine anderen Charaktere aus Saturday Night Live waren Frankenstein und der Unfrozen Cave Man Lawyer. Jedoch spielte er in der Serie nicht nur, sondern war für die Serie auch als Drehbuchautor aktiv. Dafür erhielt er, in der Kategorie Drehbuch für eine Varieté-, Musik- oder Comedysendung, einen Emmy Award (1989). Zudem spielte er den Bill McNeil in der Sitcom NewsRadio.
Von 1991 bis 1998 war Hartman einer der Sprecher bei den Simpsons, er lieh seine Stimme dem Anwalt Lionel Hutz und dem B-Movie-Schauspieler Troy McClure. Seit Hartmans Tod sind beide Figuren keine gesprochenen Charaktere mehr. In der Serie Futurama sollte er Zapp Brannigan sprechen, dieser Part wurde von Billy West übernommen.
Am 28. Mai 1998 wurde er von seiner dritten Ehefrau Brynn nach einem Streit im Schlaf erschossen. Brynn Hartman, in deren Blut sich Alkohol und Kokain fanden, tötete sich einige Stunden später selbst. Der Grund für die Tat ist bis heute unbekannt.
Hartman hatte mit seiner Frau zwei Kinder, Sean Edward Hartman (* 1989) und Birgen Hartman (* 1992). Die Kinder wuchsen nach dem Tod der Eltern bei der Schwester ihrer Mutter und deren Ehemann auf. Hartmans letzter Film, Small Soldiers, wurde ihm gewidmet. Die Musikgruppe S.O.D. veröffentlichte auf ihrem 1999er Album Bigger than the devil den Song Ballad of Phil H. im Gedenken an Phil Hartman. Im Jahr 2012 wurde Hartman posthum mit einem Stern auf dem Canada’s Walk of Fame geehrt.

## Filmografie (Auswahl)
Filme
- 1980: Noch mehr Rauch um überhaupt nichts (Cheech & Chong’s Next Movie)
- 1980: Stuntman (Stunt Rock)
- 1984: Komm zur Navy, Baby (Weekend Pass)
- 1985: Pee-Wee’s irre Abenteuer (Pee-wee’s Big Adventure)
- 1986: ¡Drei Amigos! (¡Three Amigos!)
- 1986: Jumpin’ Jack Flash
- 1987: Blind Date – Verabredung mit einer Unbekannten (Blind Date)
- 1987: Der tapfere kleine Toaster (The Brave Little Toaster)
- 1989: Die Uni meiner Träume (How I Got Into College)
- 1989: Fletch – Der Tausendsassa (Fletch Lives)
- 1989: Kikis kleiner Lieferservice (Majo no Takkyūbin)
- 1993: Die Coneheads (Coneheads)
- 1993: Liebling, hältst Du mal die Axt? (So I Married an Axe Murderer)
- 1993: Das Kainsmal des Todes (Daybreak, Fernsehfilm)
- 1993: Loaded Weapon 1 (National Lampoon’s Loaded Weapon 1)
- 1994: Greedy
- 1995: Der Hausfreund (Houseguest)
- 1995: Zwei Satansbraten außer Rand und Band (The Crazysitter)
- 1996: Immer Ärger mit Sergeant Bilko (Sgt. Bilko)
- 1996: Versprochen ist versprochen (Jingle All the Way)
- 1997: Die Kriegsmacher (The Second Civil War)
- 1998: Small Soldiers
- 1998: Stille Nacht, heilige Nacht – Buster & Chauncey und die Geschichte des Weihnachtsliedes (Buster & Chauncey’s Silent Night, Stimme für Chauncey)

Serien
- 1981–1990: Die Schlümpfe (The Smurfs, Stimme)
- 1986–1994: Saturday Night Live
- 1990–1994: Käpt’n Balu und seine tollkühne Crew (Tale Spin)
- 1991–1998: Die Simpsons (The Simpsons, 52 Folgen, Stimme)
- 1991–1995: Darkwing Duck (Stimme)
- 1992: Parker Lewis
- 1993: Animaniacs
- 1995–1998: NewsRadio
- 1998: Hinterm Mond gleich links (3rd Rock from the Sun)

## Videospiele
- 1997: The Simpsons: Virtual Springfield (Sprechrolle: Troy McClure / Lionel Hutz)
- 1998: Blasto (Sprechrolle: Captain Blasto)